# Florian Zamoyski
Florian Zamoyski (ur. XV w. – zm. 1510) – polski szlachcic herbu Jelita, jako pierwszy używający nazwiska Zamoyski. 

## Życiorys
Syn Tomasza z Łaźnina. Nazwany na cześć legendarnego protoplasty rodu Floriana Szarego. Odziedziczył po ojcu wsie Wierzba i Zamość. Wraz z bratem Maciejem zaczęli używać nazwiska Zamoyski. Był wójtem w Chomęciskach, Krasnem i Piaskach. 
Związek małżeński zawarł z Anną z Komorowskich, która urodziła mu dwóch synów: Mikołaja Zamoyskiego (proboszcz chełmski do 1511, sekretarz królewski 1515, proboszcz tarnowski 1517, kanonik krakowski 1517, referendarz dworu 1519, prepozyt wojnicki od 1520–1532, kantor sandomierski 1530, scholastyk łęczycki 1531) i
Feliksa Zamoyskiego  oraz córkę Barbarę Zamoyską (około 1495 została żoną Jana Niemierzy-Ostrowskiego). 
Jego kolejną żoną była Jadwiga Uhrynowska. 